# Neuroglobina
Neuroglobina é um membro da família de globinas dos vertebrados envolvida na homeostase celular relacionada com o oxigênio. É uma hemoproteína intracelular expressa no sistema nervoso central e periférico, líquido cefalorraquidiano, retina e tecidos endócrinos. A neuroglobina é um monômero que se liga reversivelmente ao oxigênio com uma afinidade maior que a hemoglobina e com uma afinidade comparável com a da mioglobina. Ela também aumenta a disponibilidade de oxigênio para o tecido cerebral e promove proteção para condições de isquemia ou hipóxia, limitando dessa forma o dano cerebral. No passado, a neuroglobina era achada somente nos neurônios de vertebrados, entretanto em 2013 foi possível identificá-la em neurônios de alguns protostômios .
Neuroglobina foi primariamente identificada por Thorsten Burmester et al. em 2000.Pesquisadores italianos sugeriram que a neuroglobina conduz o óxido nítrico para proteger a sobrevivência e recuperação das áreas as quais o suprimento de oxigênio está reduzido.
A estrutura 3D da neuroglobina humana foi determinada em 2003. No ano seguinte, a neuroglobina dos Murinae foi determinada com maior resolução.